# 239
| [ Edytuj tabelę ] |                       |
| Władca Korei      | - 227 Tongch’ŏn 248   |
| Papież            | - 236 Fabian 250      |
| Król Persji       | - 224 Ardaszir I 241  |
| Cesarz Rzymu      | - 238 Gordian III 244 |

Rok 239 / CCXXXIX
stulecia: II wiek ~
III wiek ~
IV wiek

lata: 229 «
234 «
235 «
236 «
237 «
238 «
239
» 240
» 241
» 242
» 243
» 244
» 249

## Zmarli
- 22 stycznia – Cao Rui, cesarz Wei (ur. 205).
- Inintimajos, król Bosporu.